# دهستان سانگاسته
دهستان سانگاسته (به لاتین: Sangaste Parish) یک دهستان در استونی است که در شهرستان والگا واقع شده‌است.

## خصوصیات
دهستان سانگاسته ۱۴۴٫۷۲ کیلومترمربع مساحت و ۱٬۴۶۴ نفر جمعیت دارد.